# عبد الوهاب محمد الفايز

عبد الوهاب محمد الفايز إعلامي سعودي، رئيس تحرير صحيفة الاقتصادية ومجلة المجلة والعرب نيوز وصحيفة اليوم سابقا. وعمل سابقا رئيسا تنفيذيا لشركة نشر، المجموعة السعودية للابحاث والتسويق.
حصل على درجة البكالوريوس في الإعلام من جامعة الملك عبد العزيز في جدة عام 1986 م، ثم حصل على دورة تدريب مكثف في الصَّحافة والاقتصاد من الجامعة الأمريكية / واشنطن – دي سي في عام 1990-1991 م، وفي العام 1993م نال درجة الماجستير في الإعلام (اتصال تنظيمي) من جامعة هورد واشنطن / دي سي.
وقد عمل عبد الوهاب مراسلاً ومحرراً لجريدة الرياض عام 1993م – 1994 م، ثم كاتباً لزاوية صحيفة الرياض ومديراً للتحرير في الفترة من 1994م وحتى ديسمبر عام 2002م. وفي العام 2003م عمل مسؤولاً للتحرير في مكتب جريدة الشرق الأوسط في الرياض، إضافة إلى كونه كاتباً لزاوية صحفيّة.
وقد قام عبد الوهاب بإعداد برامج إعلامية اقتصادية في وزارة المالية والاقتصاد الوطني فهو عضو مجلس منطقة حائل، وعضو مجلس إدارة هيئة الصحفيين السعوديين، وعضو مجلس إدارة نادي الصافي للبيئة، وهو الأمين العام لمنظمة القيادات العربية الشابة.

## السيرة التعليمية
- ما جستير إعلام، Organizational Communication اتصال تنظيمي، (جامعة هورد، واشنطن دي.سي- مايو 1993م).
- برنامج متخصص Business and Economic Journalism , صحافة الاقتصاد والأعمال، (الجامعة الأمريكية، واشنطن دي سي - مايو 1990م – أغسطس 1991م)
- بكالورس إعلام، صحافه، (جامعة الملك عبد العزيز، جدة 1983- 1986)

## الخبرات العملية
1. رئيس تحرير (جريدة اليوم) [2] من: 1 أغسطس 2013 - 31 ديسمبر 2016
2. الرئيس التنفيذي، شركة نشر، المجموعة السعودية للأبحاث والتسويق، من: 1/1/2013 - 30/6/2013[3]
3. رئيس تحرير جريدة (عرب نيوز)[4] الإنجليزية، من: 2/10/2011م، وحتى 31/12/2012
4. رئيس تحرير جريدة (الاقتصادية)[5]، من: 20/6/2003م، وحتى 28/9/2011
5. رئيس تحرير مجلة (المجلة)، من: 1/1/2006م، وحتى 30/12/2008
6. . رئيس تحرير مجلة (المصرفية الإسلامية)، من: 1/1/2009، وحتى 29/12/2010
7. مسؤول التحرير، جريدة (الشرق الأوسط)، المنطقة الوسطى، الرياض، من: 1/1/ 2003، وحتى -20/6/2003
8. مدير تحرير الشؤون الاقتصادية، وكاتب زاوية، جريدة (الرياض)، من: 1/4/1994م، وحتّى نهاية ديسمبر 2002م
9. مراسل ومحرر، جريدة الرياض، من: 1982- 1989
10. . معد برامج إعلامية اقتصادية، المركز الوطني للمعلومات المالية والاقتصادية، وزارة المالية والاقتصاد الوطني، من: 1/8/1986 وحتى 1/4/1994
11. كاتب زاوية صحفية.[6]

## نشاطات وطنية واجتماعية حالية
• عضو مجلس إدارة وكالة الأنباء السعودية.
• عضو مجلس إدارة الهيئة العامة للسياحه والاثار والتراث الوطني.
• عضو مجلس إدارة هيئة الصحفيين السعوديين.
• عضو مجلس إدارة الجمعية السعودية للزهايمر.
• عضو مجلس إدارة مؤسسة سعفة القدوة الحسنة (الشفافية والنزاهة).
•عضو لجنة التجارة الدولية في مجلس الغرف السعودية.
•عضو مجلس إدارة الجمعية الخيرية للأطفال المعاقين (إيفاء) المنطقة الشرقية.
• عضو مجلس إدارة جمعية الأمير فهد بن سلمان لرعاية مرضى الفشل الكلوى.
• عضو مجلس إدارة شركة معارض الظهران.

## مساهمات سابقه
• عضو اللجنة الاستشارية الأشرفية لمنتديات الشباب، وزارة الخارجية.
• الأمين العام لمنظمة القيادات العربية الشابة، فرع السعودية.
• عضو مجلس إدارة معهد الأمير احمد بن سلمان للاعلام التطبيقي.
• عضو مجلس منطقة حائل، دورتين من تاريخ 3/4/1422هـ.
• عضو مجلس إدارة الصندوق الخيري والاجتماعي.
بالإضافة إلى المشاركة في عدد من اللجان وفرق العمل الوطنية، ومنها على سبيل المثال:
• عضو لجنة الأوراق المالية – الغرفة التجارية الصناعية بالرياض.

• عضو لجنة تنمية الموارد المالية – جمعية رعاية الأيتام – إنسان، وغيرها من الجمعيات والهيئات.